# Dvor Kompolje, Sevnica
Dvor Kompolje (nemško Gimpelhof) je nekoč stal v naselju Kompolje v občini Sevnica. 

## Zgodovina
O samem dvoru je znanega zelo malo. Ime Kompolje naj bi izviralo iz staroverskega običaja in sicer čaščenja boga Sventovita, ki se je imenovalo kompalo ali kompole. Prvi znani lastnik dvora je bil baron Hans Krištof Barbo, nato Henrik Julij Apfaltrer, ki ga je prodal dedičem Ernsta Mihaela pl. Schernburga. Leta 1687 ga je posedoval Mihael Valič. V 18. stol. je bilo gospostvo združeno z istoimenskim gospostvom pri Muljavi. Od 19. stol. naprej ni več zapisov o dvoru. 